# Futebol Clube do Chibuto
O Clube do Chibuto é um clube de futebol com sede em Chibuto, Moçambique. A equipe compete no Campeonato Moçambicano de Futebol.

## História
O clube foi fundado em 1949.